# Variazioni per pianoforte e orchestra su "Caro suono lusinghiero"
Le Variazioni per pianoforte e orchestra su "Caro suono lusinghiero" sono una composizione giovanile di Giuseppe Verdi. 
La composizione si basa su variazioni sul tema della romanza "Caro suono lusinghiero" dall'opera Tebaldo e Isolina del maestro perugino Francesco Morlacchi. 

## Storia
La composizione delle variazioni fu proposta da Verdi per l'ammissione al Conservatorio di Milano nel 1832 che però ebbe esito negativo. Le variazioni si basano su un tema di grande successo da Tebaldo e Isolina, opera rappresentata per la prima volta al Teatro La Fenice di Venezia nel 1822.
La partitura viene riscoperta nel 1995 a Parma e incisa per la prima volta nel 2002, nell'interpretazione di Jean-Jacques Thibaudet, sotto la direzione di Riccardo Chailly e l'Orchestra Verdi di Milano, per l'etichetta DECCA.

## Incisioni discografiche
| Anno | Album             | Solista                | Direttore        | Orchestra                 | Etichetta     |
| ---- | ----------------- | ---------------------- | ---------------- | ------------------------- | ------------- |
| 2002 | Verdi Discoveries | Jean-Jacques Thibaudet | Riccardo Chailly | Orchestra Verdi di Milano | Decca Records |